# Entführung von Colleen Stan
Die Entführung der Colleen Stan begann am 19. Mai 1977 und endete 1984 in Weed Court in Red Bluff. Das Opfer, geboren am 31. Dezember 1956, welches in der Berichterstattung über den Fall das Pseudonym Colleen Stan erhielt, wurde gefangengehalten und sexuell missbraucht, ohne dass dies jemandem außerhalb des Hauses ihres Entführers auffiel. In dem Verfahren gegen ihren Entführer Cameron Hooker wurde der Fall als bis dahin einmalig in der Geschichte des FBI beschrieben.

## Tathergang
Borwin Bandelow, der den Fall nach einem persönlichen Kontakt zu Colleen Stan in seinem Buch beschreibt, stellt den Tathergang folgendermaßen dar:
Colleen Stan wollte 1977 die Geburtstagsparty von Freunden besuchen. Sie trampte, und es hielt ein Auto an, in dem der spätere Täter mit seiner Frau Janice und einem Kleinkind saß. Ungefähr 20 Minuten nach Beginn der Fahrt fuhr Cameron von der Autobahn ab und behauptete, er wolle einige nahegelegene Höhlen untersuchen. Janice stieg aus dem Auto aus und ging mit dem Baby zu einem See zum Spielen. Cameron setzte sich auf den Rücksitz und hielt Stan ein Messer an die Kehle. Er fesselte sie und stülpte ihr eine Holzkiste über den Kopf.
In seinem Haus musste Colleen jahrelang in einer Art Sarg leben, in dem sie 23 Stunden am Tag eingesperrt war. In der restlichen Stunde des Tages bekam sie Essen, durfte ihre Notdurft verrichten, wurde gefoltert und vergewaltigt. Ihr wurde vom Entführer Cameron Hooker eingeredet, er habe sie als Sklavin rechtmäßig erworben. Sollte sie fliehen, würde eine Organisation, die er „The Company“ nannte, sie verfolgen und töten.

## Befreiung und Strafverfahren
Janice Hooker, die mitwissende Ehefrau des Entführers, sorgte sieben Jahre nach dem Kidnapping für Colleens Befreiung. Janice bekam Gewissensbisse und suchte deshalb Rat bei verschiedenen Geistlichen der Gemeinde. Allerdings stellte sie die Situation als pure Dreiecksbeziehung bzw. Polygamie weitaus harmloser dar. Unerwähnt blieben folglich die wesentlichen Punkte der Gefangenschaft und der Misshandlungen. Die kirchliche Einstufung des Falls als Sünde ließ Janice zu dem Entschluss kommen, Colleen aus ihrer misslichen Lage zu befreien. Am 9. August 1984 klärte sie die Gefangene ihres Mannes auf, dass keinerlei Vertrag existiere, der es Hooker erlaube, sie gefangen zu halten, und ließ sie gehen.
Im Verfahren sagte seine Frau gegen ihren Mann aus und blieb dafür straffrei. Sie gab an, von ihrem Ehemann jahrelang gefoltert und einer regelrechten Gehirnwäsche unterzogen worden zu sein. Cameron Hooker wurde zu einer 104-jährigen Gefängnisstrafe verurteilt.

## Nach dem Prozess
Im Jahr 2016 war Stan zum vierten Mal verheiratet und zog ihren Enkel groß, der im September 2014 geboren wurde. Trotz allem, was sie durchgemacht hat, sagte Stan, dass sie seit ihrer Flucht ein wundervolles Leben hatte und dankbar ist, am Leben zu sein. Sie sagte weiterhin, sie habe in der Box ihren Verstand bewahrt, indem sie sich auf all die schönen Erinnerungen an ihre Familie und Freunde konzentriert habe.